# Rattus villosissimus
Rattus villosissimus també anomenada "Rata australiana de pèl llarg" és una espècie de rosegador endèmic d'Austràlia.
La seva zona vital comprèn part del centre del Territori del Nord al Nord, Channel Country al sud-est i Queensland al nord-est d'Austràlia. Aquesta espècie realitza migracions més enllà del seu territori habitual arribant fins Alice Springs al centre del continent.